# Aspistes harti
Aspistes harti är en tvåvingeart som beskrevs av Malloch 1920. Aspistes harti ingår i släktet Aspistes och familjen dyngmyggor.
Artens utbredningsområde är Illinois. Inga underarter finns listade i Catalogue of Life.